# Nemorhaedus goral
Goral de l'Himalaya
Espèce
Synonymes
- Urotragus goral

Statut CITES

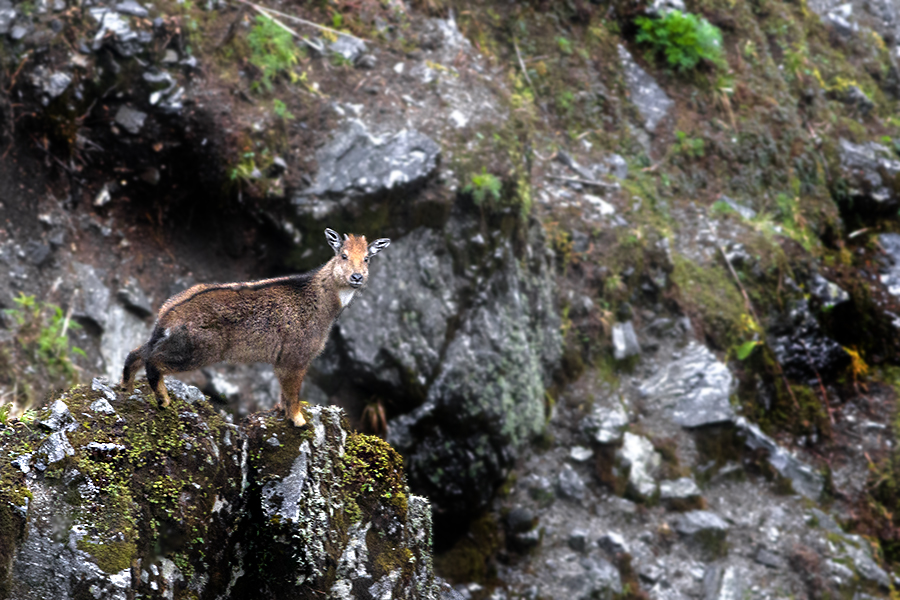
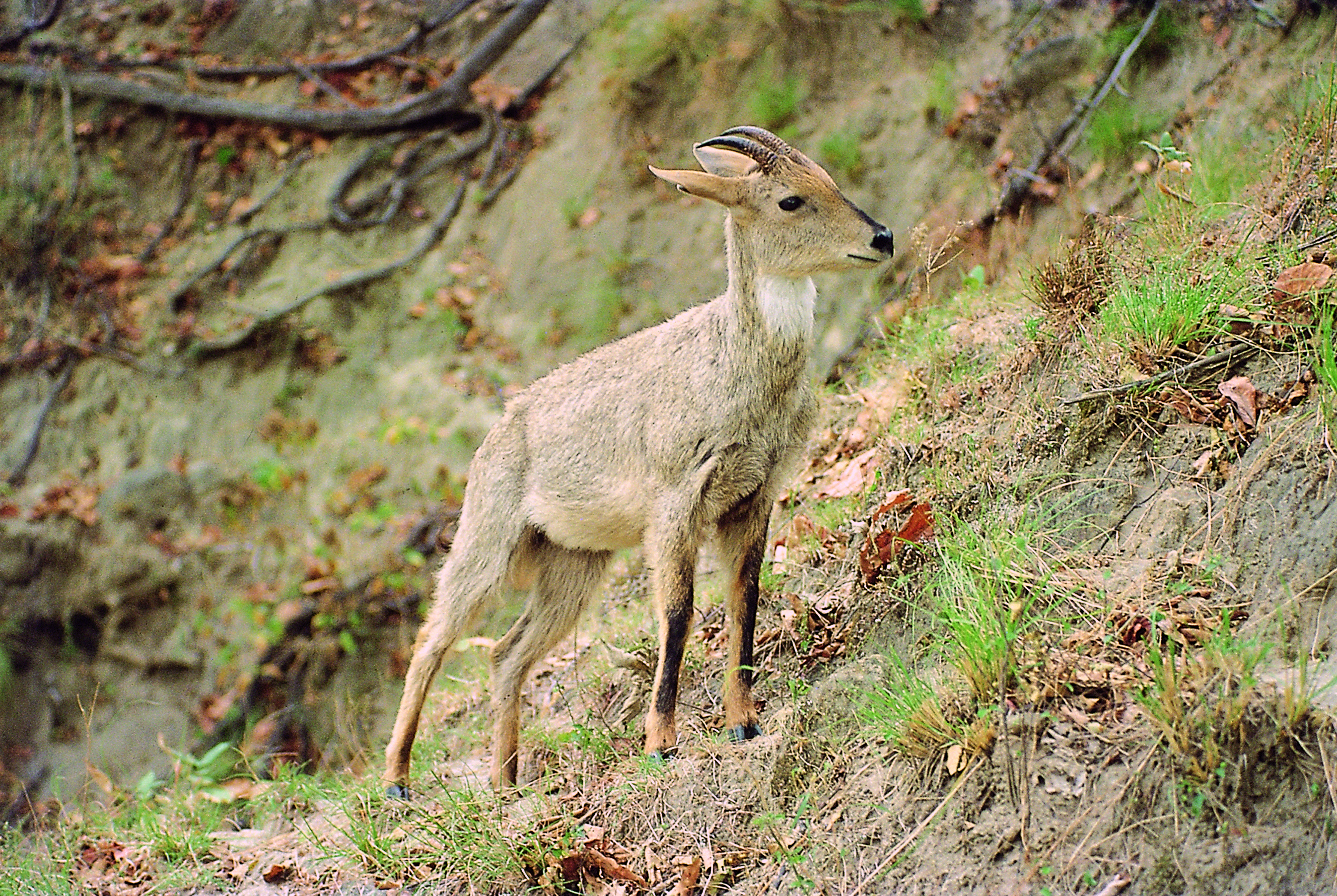
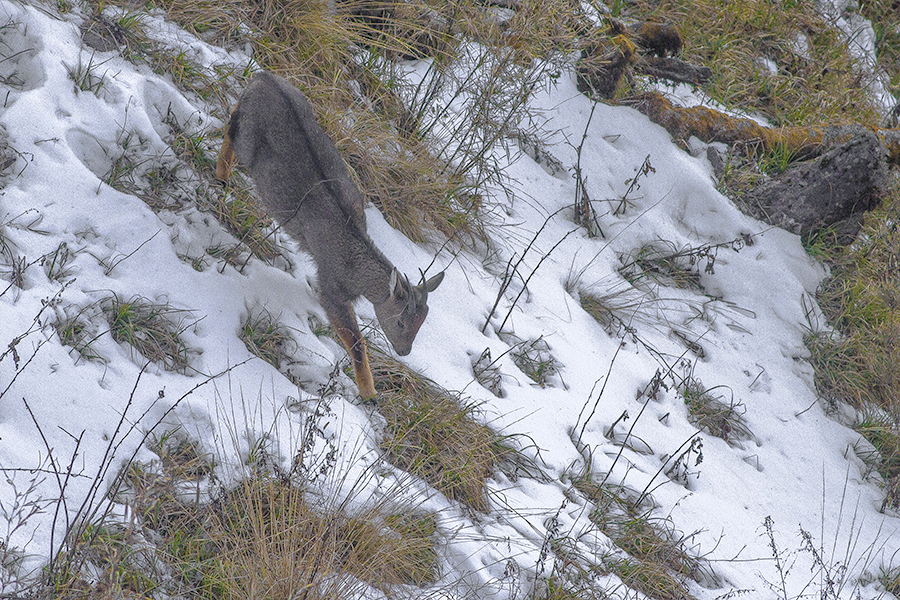
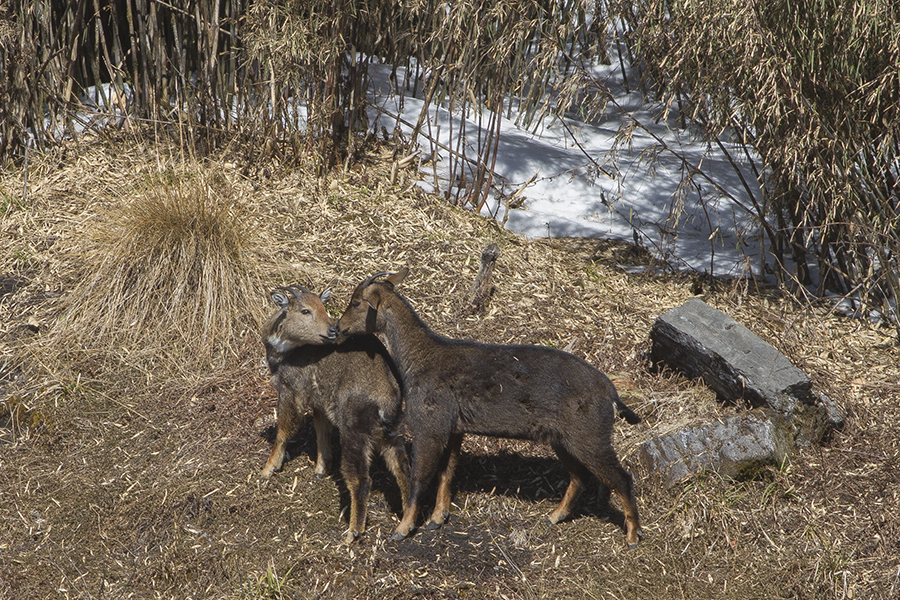
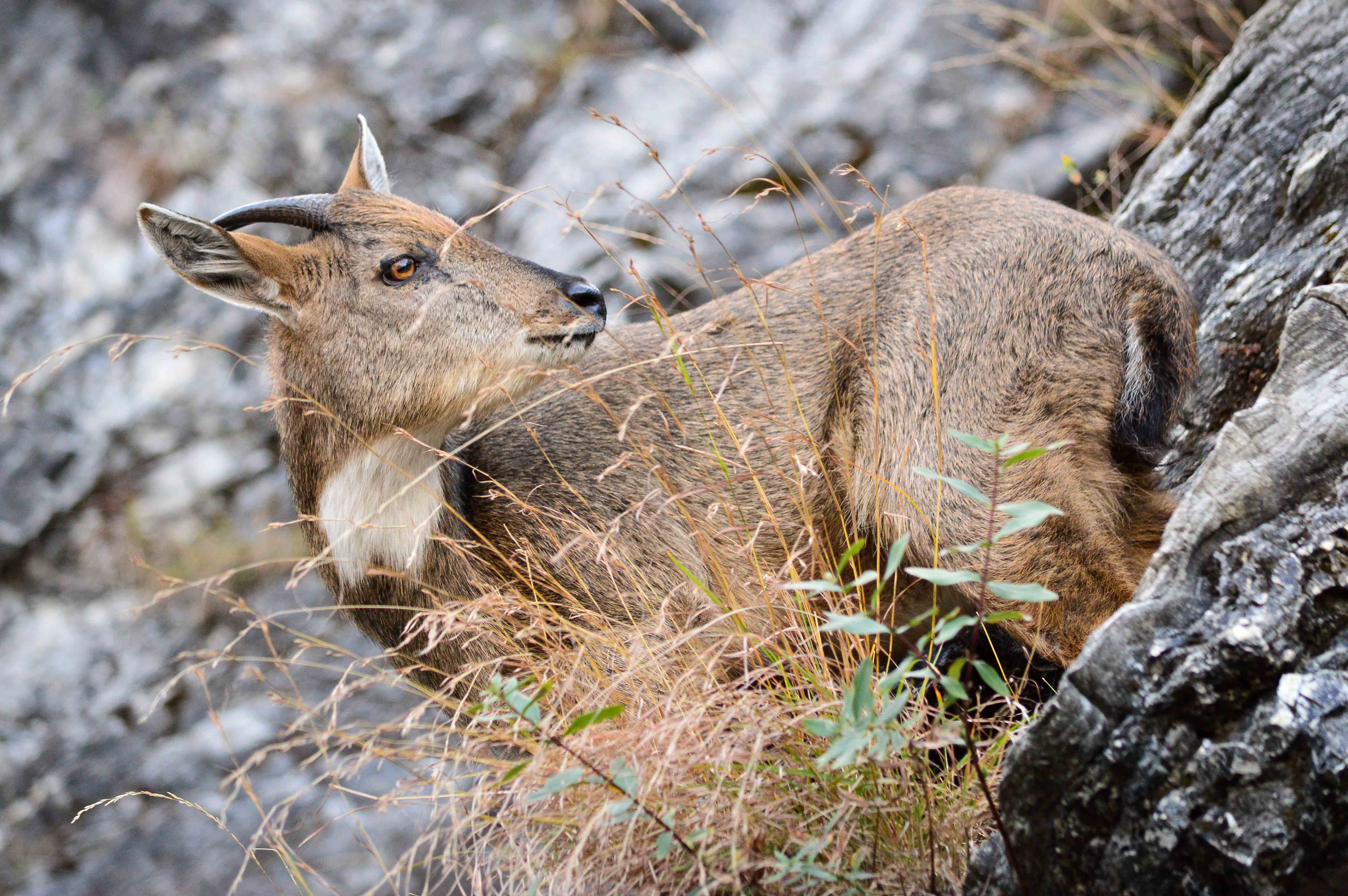
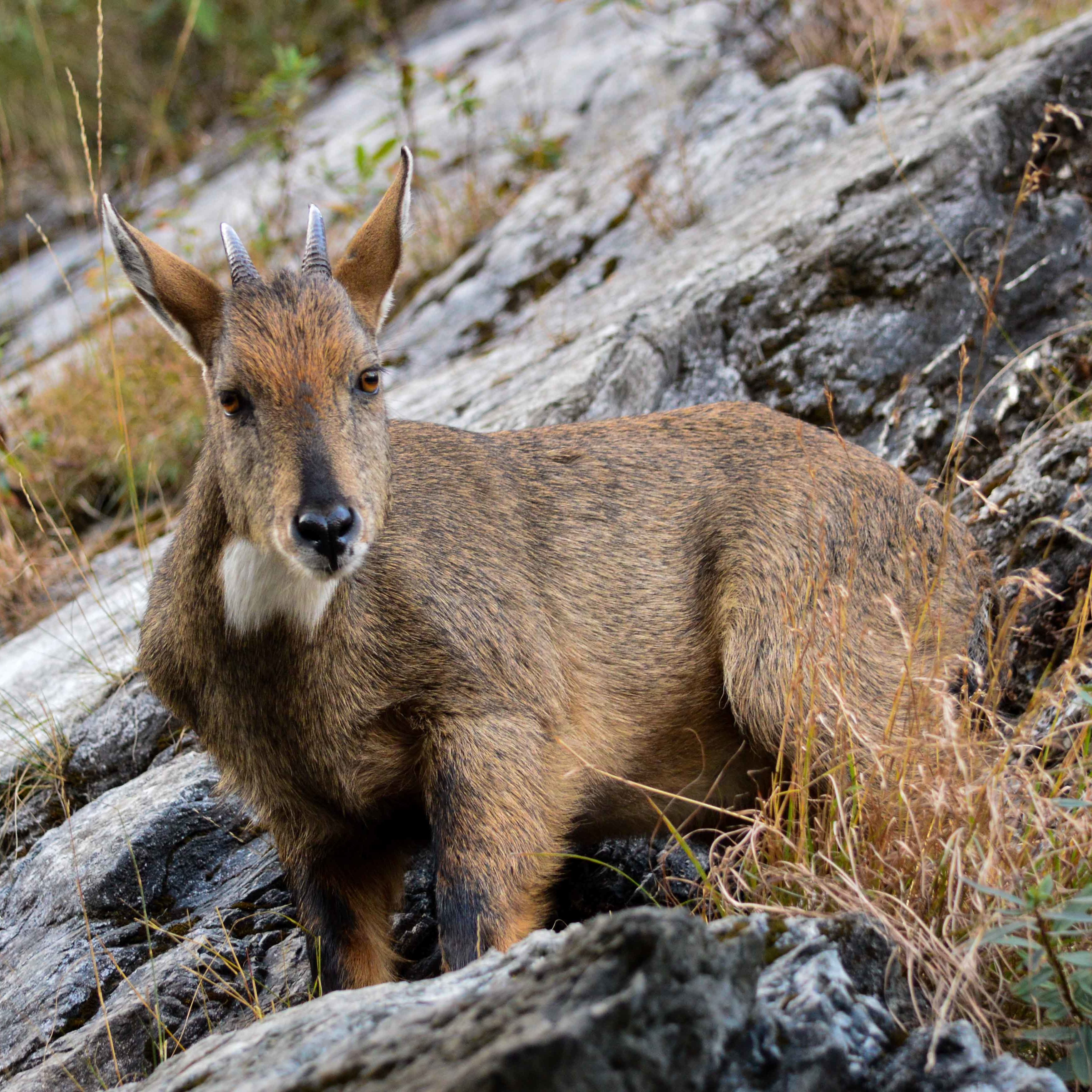

Le Goral de l'Himalaya (Nemorhaedus goral ou Naemorhedus goral) est un mammifère de la famille des Bovidés, et de la sous-famille des Caprinés.
Avec ses petites cornes recourbées et son poil dru, le goral de l'Himalaya ressemble à une chèvre.
Le goral de l'Himalaya vit en petit troupeau dans les forêts de l'Himalaya ou de l'Hindukush, généralement à des altitudes comprises entre 1 000 et 4 000 m.
Sous-espèces :
- Nemorhaedus goral goral[2]
- Nemorhaedus goral bedfordi

N.B. pour Naemorhedus goral griseus se reporter à Nemorhaedus griseus griseus